# قطعنامه ۲۰۶ شورای امنیت
قطعنامه  ۲۰۶ شورای امنیت سازمان ملل متحد که در تاریخ ۱۵ ژوئن ۱۹۶۵ تصویب شد، سندی بین‌المللی دربارهٔ مسئلهٔ قبرس است. این قطعنامه طی نشست ۱۲۲۴ام 
با ۱۱ موافق،۰ مخالف و۰ ممتنع تصویب شد.